# John IV Comyn
Pour les articles homonymes, voir John Comyn.
John IV Comyn (vers 1294 – 24 juin 1314), 7e seigneur de Badenoch, est un noble écossais.

## Biographie
Né vers 1294, John IV Comyn est le premier enfant et le seul fils de John III Comyn, dit « le Rouge », 6e seigneur de Badenoch, et de son épouse Jeanne de Valence. Il est issu d'un prestigieux lignage : du côté paternel, il est un petit-neveu de Jean Balliol, roi d'Écosse entre 1292 et 1296, tandis que du côté maternel, il est un petit-fils de Guillaume de Valence, un demi-frère du roi Henri III d'Angleterre, et de Jeanne de Montchensy, une descendante du célèbre Guillaume le Maréchal. En outre, son grand-père paternel John II Comyn a été un prétendant sérieux lors de la crise de succession écossaise entre 1290 et 1292. John a deux sœurs cadettes : Jeanne, qui épousera plus tard David II Strathbogie, 10e comte d'Atholl, et Elizabeth, future épouse de Richard Talbot, 2e baron Talbot.
Son père s'implique à partir de 1296 dans les guerres d'indépendance de l'Écosse contre le roi Édouard Ier d'Angleterre. Dès l'éclatement du conflit, John IV Comyn accompagne avec ses sœurs sa mère Jeanne, rappelée à Londres sur ordre de son cousin Édouard Ier, et est rejoint peu après par son père, fait prisonnier. Au début de l'année 1297, John III Comyn est libéré après avoir juré de servir Édouard Ier, mais il renonce rapidement à son serment et poursuit la lutte contre les Anglais. Furieux, le roi d'Angleterre ordonne le 26 mars 1298 à Jeanne de Valence de retourner immédiatement à Londres avec ses enfants. Après la soumission définitive de son époux le 9 février 1304, Jeanne est enfin autorisée à retourner en Écosse avec ses enfants.
Le 10 février 1306, John III Comyn est assassiné au couvent des franciscains de Dumfries par son rival Robert Bruce, comte de Carrick et 7e seigneur d'Annandale. Bruce semble avoir craint que Comyn ne révèle à Édouard Ier ses plans pour restaurer la royauté écossaise à son profit. Effectivement, quelques semaines plus tard, Robert Bruce est couronné le 25 mars 1306 à Scone roi d'Écosse. Par mesure de sécurité, Édouard Ier ordonne à Jeanne de Valence d'envoyer immédiatement ses trois enfants en Angleterre, afin d'échapper à la vindicte des partisans de Robert Bruce. Pour sa part, John IV Comyn est confié à l'officier royal John Weston. Les vastes domaines de son père sont confisqués et partagés entre les partisans de Robert Bruce lors de la première convocation du Parlement écossais à St Andrews en 1309. Servant dans la retenue de son oncle maternel Aymar de Valence, 2e comte de Pembroke, John IV Comyn est tué lors de la bataille de Bannockburn le 24 juin 1314 en combattant aux côtés du roi Édouard II contre Robert Bruce,,.

## Mariage et descendance
John IV épouse vers 1312 Marguerite Wake, fille de John Wake, 1er baron Wake de Liddell. Leur union produit un seul enfant :
- Aymar Comyn (av. 16 août 1314 – av. 26 mai 1316).